# Exochus scutellatus
Exochus scutellatus là một loài tò vò trong họ Ichneumonidae.